# پاتریک گرنویل
پاتریک گرنویل (فرانسوی: Patrick Grainville‎؛ زادهٔ ۱ ژانویهٔ ۱۹۴۷) نویسنده اهل فرانسه است. او در سال ۲۰۱۸ به عضویت فرهنگستان فرانسه انتخاب شد.
وی همچنین برندهٔ جوایزی همچون جایزه گنکور شده‌است.